# كلوديا أنطونيا
كلوديا أنطونيا هي نبيلة رومانية وهي الابنة الكبرى للإمبراطور كلوديوس من زوجته الأولى إيليا بايتينا ولدت في سنة 30 ميلادية. هي الأخت الغير الشقيقة لبريتانيكوس ولكلوديا أوكتافيا. في سنة 43 وبعمر الثالثة عشر تزوجت من غنايوس بومبيوس ماغنوس حفيد بومبيوس الكبير وألذي شغل منصب القنصل، بقيا متزوجين إلى أن تم قتل زوجها في سنة 47. حسب ما قاله سويتونيوس أنه قتل من قبل زوجته بعد أن ضبطته في السرير مع عشيقه. أما كاسيوس ديو ذكر بأنه قتل بأوامر من ميسالينا ألتي أحست بخطر بقاء بومبيوس على مستقبل بريتانيكوس في تولي الحكم. تزوجت كلوديا بعد ذلك من فوستوس كورنيليوس سولا فيليكس الأخ الغير الشقيق لميسالينا. تم قتل زوجها في سنة 62 بعد اتهامه من قبل نيرون بالتخطيط لانقلاب ضده. في سنة 67 وبعد وفاة زوجة نيرون بوبايا سابينا طلب نيرون الزواج بها الا أنها رفضت، فقام نيرون بقتلها بتهمة التمرد. كانت الحفيدة الأخيرة المتبقية لنيرون كلوديوس دروسوس وأنطونيا الصغرى وتوفيت من دون خلف.